# Ali Murad Khan

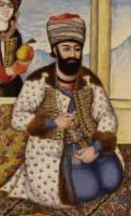
Darstellung des Ali Morad Chan

Ali-Murad Khan Zand (persisch علیمرادخان زند), auch Ali Morad Chan (anhörenⓘ; * vor 1779; † 1785), war ein Schah der Zand-Dynastie und regierte vom 15. März 1781 bis zum 11. Februar 1785.
Nach dem Tod Karim Khan-e Zands floh Aga Mohammed Khan, der als Geisel am Hof gehalten wurde, um Unruhen zwischen den Zand und den Kadscharen aus Nordpersien zu verhindern, und erreichte Mazandaran. Dort übernahm er nach und nach das Kommando über seinen Stamm in Astrabad und erklärte sich von den Zand Schahs für unabhängig. Daraufhin schickte Zaki Khan, der Onkel Ali Murad Khans, eine Armee unter seinem Kommando gegen den Kadscharen.
Ali Murad Khan wurde mit der Befehlsmacht über die persische Armee ausgestattet, um die Kadscharen zu besiegen, aber er betrog den amtierenden Schah Abol Fath Khan und ließ diesen schutzlos in der Hauptstadt Schiras zurück, wo er von Sadiq Khan ermordet wurde. Ali Murad Khan eroberte Isfahan. Er erlegte dem Volk hohe Steuern auf und ließ diejenigen hinrichten, die die Zahlung verweigerten. Am 14. März endlich nahm er Schiras und stürzte Sadiq Khan vom Thron. Er herrschte bis 1785, bis ihn der Sohn Sadiq Khans Jafar Khan stürzte.